# Gennadi Jegorowitsch Jewrjuschichin
Gennadi Jegorowitsch Jewrjuschichin (russisch Геннадий Егорович Еврюжихин; * 4. Februar 1944 in Kasan; † 15. März 1998 in Moskau) war ein russischer Fußballspieler.

## Laufbahn

### Verein
Jewrjuschichin begann seine Laufbahn 1966 beim FK Dynamo Moskau, mit dem er einen sowjetischen Meistertitel als auch zwei sowjetische Pokalwettbewerb gewann. 1972 nahm er am Endspiel des Pokals der Pokalsieger, das aber knapp verloren ging.

### Nationalmannschaft
Bei der Fußball-Weltmeisterschaft 1970 gehörte Jewrjuschichin zum Aufgebot der sowjetischen Auswahlmannschaft. Bei der Fußball-Europameisterschaft 1968 und bei der Fußball-Europameisterschaft 1972 wurde er ebenfalls in den Kader der sowjetischen Mannschaft berufen. Im September 1972 nahm Jewrjuschichin an den Olympischen Spielen in München teil und gewann mit seiner Mannschaft die Bronzemedaille. In der Zwischenrunde scheiterte die Sbornaja an Polen, das auch das Finale für sich entscheiden konnte.

## Erfolge

### Verein
- Sowjetischer Meister: 1976 (Frühling)
- Sowjetischer Pokalsieger: 1967, 1970

### Nationalmannschaft
- Olympia: Bronzemedaille 1972